# Specklinia quinqueseta
Specklinia quinqueseta là một loài thực vật có hoa trong họ Lan. Loài này được (Ames) Luer mô tả khoa học đầu tiên năm 2004.